# Pousse Rapière
Le Pousse Rapière est un cocktail gascon produit par le Château de Monluc, à Saint-Puy, dans le département du Gers. Il se consomme en apéritif.

## Origine du nomPousse Rapière
Le terme de Pousse Rapière rend hommage aux Gascons du XVIe siècle qui maniaient habilement cette épée.
La rapière est la première arme d'estoc, arme permettant d'attaquer l'ennemi, contrairement aux armes de taille, lourdes épées du Moyen Âge, utilisées à la manière de haches, pour se défendre. L'expression à l'époque disait qu'on « poussait la rapière » vers l'ennemi. 
Utilisée par les troupes de Charles Quint, la rapière a été inventée en Italie et forgée avec de l'acier de Tolède. Elle a été ramenée par les Gascons lors des guerres d'Italie, sous François Ier. Elle est aussi l'ancêtre de l'épée des mousquetaires, ramenée par d'Artagnan[réf. nécessaire] à la cour de France.

## Les deux composants
- La liqueur Pousse Rapière : liqueur d'armagnac aromatisée à l'orange amère. Créée dans les années 1960 par René Lassus, cette liqueur est une production exclusive du Château de Monluc[3]. La recette est gardée secrète.

- Le Vin sauvage : vin mousseux brut, blanc de blancs, de méthode traditionnelle produit par le Château de Monluc. Les cépages utilisés sont les mêmes que ceux choisis pour l'armagnac dont est issue la liqueur.

## Le cocktail
Idéalement, le cocktail se fait avec le Vin sauvage afin de respecter l'identité des cépages qui permet un mariage parfait entre les deux composants. Un autre vin mousseux peut cependant convenir, à condition qu'il soit brut. La liqueur étant déjà sucrée, l'association avec un vin demi-sec ou doux donnerait un cocktail trop sucré. 
Les proportions recommandées sont de un volume de liqueur Pousse Rapière pour six volumes de Vin sauvage. Afin de faciliter ce dosage, le Château de Monluc a conçu : 
- le verre à Pousse Rapière pour la préparation individuelle. Il s'agit d'une flûte gravée d'une rapière. On y verse d'abord la liqueur Pousse Rapière jusqu'au niveau de la pointe de la rapière, puis le Vin sauvage jusqu'en haut de la poignée de la rapière. On ajoute enfin, un glaçon et un demi-rondelle d'orange. 
- la carafe à Pousse Rapière pour la préparation collective. Elle est dotée d'un bouchon doseur permettant de mesurer la quantité de liqueur de Pousse Rapière à laquelle on ajoute une bouteille de 75 cl de Vin sauvage. 
- des coffrets Pousse Rapière proposant la liqueur Pousse Rapière et le Vin sauvage en quantités proportionnelles et harmonieuses.  